# ПАЗ-3206
ПАЗ-3206 — полноприводный автобус малого класса, предназначен для перевозки пассажиров по дорогам с различными видами покрытий, в том числе по грунтовым, в различное время года (повышенной проходимости).
Колёсная формула 4 × 4 .
ПАЗ-3206 является полноприводной версией базовой модели ПАЗ-32053. Сборка опытного образца была завершена в 1982 году. Пришел на смену автобусу ПАЗ-3201. Приёмочные испытания ПАЗ-3206 завершились к декабрю 1986 года, но сборку товарных образцов из-за отсутствия свободных мощностей удалось наладить лишь с 1995 года. Достоверно известно о не менее чем 3275 изготовленных экземплярах.

## Конструкция
В связи с установкой переднего ведущего моста кузов автобуса поднят на 145 мм по сравнению с ПАЗ-3205. Передний ведущий мост с кулачковым дифференциалом повышенного трения. Задний мост также имеет дифференциал повышенного трения. Раздаточная коробка аналогичная той, что устанавливается на автомобиль ГАЗ-3308. Передний привод отключаемый. В раздаточной коробке предусмотрена пониженная передача, которую можно включить только при включенном переднем приводе.
Коробка передач четырёхступенчатая ГАЗ-3307, двигатель ЗМЗ-5234 — четырехтактный, восьмицилиндровый, карбюраторный семейства ЗМЗ-53 рабочим объемом 4,25 литра и мощностью 120 л. с. Также в небольшом количестве устанавливался дизельный двигатель Д-245.7 мощностью 122 л. с. с 5-ступенчатой коробкой переключения передач ЗИЛ-130.
Подвеска зависимая рессорная. Задний мост также имеет четыре стабилизирующие пружины. Тормозная система пневмогидравлическая двухконтурная. Стояночный тормоз барабанный, расположен позади раздаточной коробки и действует только на задний мост.
Органы управления отличаются от автобуса ПАЗ-3205 наличием рычагов включения переднего моста и понижающей передачи в раздаточной коробке, которые расположены справа от сиденья водителя.
Топливный бак увеличен до 150 л по сравнению со 105 л у ПАЗ-3205.
В 2022 году завод возобновил производство ПАЗ-3206 после перерыва. Модель делают в двух вариантах: стандартный ПАЗ-320601 с 24 пассажирскими сиденьями и школьный ПАЗ-320671, рассчитанный на перевозку 22 пассажиров.

## Модификации
| Модификация       | Двигатель    | Вид топлива         | Тип КПП      | Модель КПП | Количество посадочных мест/общая вместимость | Примечание                    |
| ----------------- | ------------ | ------------------- | ------------ | ---------- | -------------------------------------------- | ----------------------------- |
| ПАЗ-3206          | ЗМЗ-5234.10  | бензин              | механическая | ГАЗ-3307   | 25/41                                        | Базовая модификация           |
| ПАЗ-3206-02       | ЗМЗ-5245.10  | бензин              | механическая | ГАЗ-3307   | 25/41                                        |                               |
| ПАЗ-3206-60       | ЗМЗ-5234.10  | бензин              | механическая | ГАЗ-3307   | 25/41                                        | Северное исполнение           |
| ПАЗ-3206-110      | ЗМЗ-52342.10 | бензин              | механическая | ГАЗ-3307   | 25/41                                        |                               |
| ПАЗ-3206-110-20   | ЗМЗ-52342.10 | бензин              | механическая | ГАЗ-3307   | 11/11                                        | Грузопассажирский             |
| ПАЗ-3206-110-50   | ЗМЗ-52342.10 | бензин              | механическая | ГАЗ-3307   | 25/41                                        | С улучшенным салоном ("люкс") |
| ПАЗ-3206-110-60   | ЗМЗ-52342.10 | бензин              | механическая | ГАЗ-3307   | 25/41                                        | Северное исполнение           |
| ПАЗ-3206-110-70   | ЗМЗ-52342.10 | бензин              | механическая | ГАЗ-3307   | 22/22                                        | Школьный                      |
| ПАЗ-3206-110-80   | ЗМЗ-52342.10 | бензин              | механическая | ГАЗ-3307   | 16/16                                        | Ритуальный                    |
| ПАЗ-320601-02     | ЗМЗ-52342.10 | бензин              | механическая | ГАЗ-3307   | 25/41                                        |                               |
| ПАЗ-320601-04     | ЯМЗ-53443    | дизель              | механическая | ГАЗ-3307   | 25/41                                        |                               |
| ПАЗ-320601-12     | ЗМЗ-5245.10  | природный газ (CNG) | механическая | ГАЗ-3307   | 25/41                                        |                               |
| ПАЗ-320608-110-70 | ЗМЗ-52342.10 | бензин              | механическая | ГАЗ-3307   | 22/22                                        | Школьный, северное исполнение |

## Источник
- ПАЗ-3206 на сайте «Русские автобусы»
- Руководство по эксплуатации 3206-110-3902010РЭ (дополнение к руководству по эксплуатации автобуса ПАЗ-32053). ООО «Павловский автобусный завод. 2013 г.